# Перова, Ирина Владимировна
Ири́на Влади́мировна Перо́ва (род. 1983) — российская актриса театра и кино.

## Биография
Родилась 3 июля 1983 года в городе Астрахань. Обладательница  трёх-октавного сопрано, академический и эстрадно-джазовый вокал.
В 2005 году окончила Театрально-режиссёрский факультет Московского государственного университета культуры и искусств по кафедре режиссуры театрализованных представлений, курс Юрия Черенкова.
В 2007 году поступила в Российскую академию театрального искусства (ГИТИС), факультет музыкального театра,  на курс Романа Виктюка, специальность „Актерское искусство“.

## Призы и награды
2004: Москва, IX театральный фестиваль „Московские дебюты“, номинация „лучшая роль в музыкальном театре (оперетта и мюзикл)“ за роль няни в сцене „Москва“ в мюзикле „12 стульев“
2000: Москва, конкурс вокалистов „Зажги свою звезду“, лауреат
2000: Астрахань, межрегиональный конкурс исполнителей эстрадной песни и ведущих концертных программ на приз мэра города, гран-при

## Творчество

### Мюзиклы
2009–2010: „Зубастая няня“ (постановка Лины Арифулиной), Ворона
2005–2006: „Кошки“ (постановка Егора Дружинина), Мисс Дженни и Джеллилорум
2004–2005: „Норд-Ост“ (постановка Алексея Иващенко и Георгия Васильева), тетя Фира
2003–2004: „12 стульев“ (постановка Тиграна Кеосаяна), мадам Грицацуева
С 2011 года по настоящее время - солистка шоу „12 Мюзиклов“ Владимира Дыбского

### Телевизионные сериалы
2010: „Счастливы вместе“
2009: „Кулагин и партнеры“
2007: „Тридцатилетние“, „Агентство Алиби“
2006: „Кто в доме хозяин?“, „Опера. Хроники убойного отдела“

### Шоу-программы
„Мюзикл.Ру“, солистка
„Мультибэнд“, солистка
ГУК Московский театр „Варьете“, солистка